# لغات فنلندية أوغرية
اللغات الفنلندية-الأوغرية (بالفنلندية: Suomalais-ugrilaiset kielet) مجموعة من اللغات ضمن عائلة اللغات الأورالية، وتضم العائلة الفنلندية-الأوغرية 3 لغات على رأسها الفنلندية والإستونية والهنغارية وما يتصل بها من لغات. وتشمل عائلتي اللغات الفنلندية البيرمية واللغات الأوغرية.